# Bernhard Eulenstein
Bernhard Eulenstein (um 1850–nach 1898) war ein sozialreformerischer Autor.

## Leben
Bernhard Eulenstein war möglicherweise deutsch-amerikanischer Herkunft. 
Seit 1894 publizierte er in Berlin einige Schriften, in denen er die sozialreformerischen Ideen von Henry George (Georgismus) in Deutschland popularisierte. Diese traten für eine einheitliche Grundsteuer auf Grundbesitz ein und berücksichtigten dabei auch die Rechte von Frauen, als fast einzige ökonomische Theorie dieser Zeit.
Bernhard Eulenstein hatte in diesem Zusammenhang  einen Briefkontakt zu Lew Tolstoi, dem er eine Begegnung mit Henry George in Berlin vorschlug, die jedoch nicht zustande kam.
Bernhard Eulenstein verließ 1896/97 Berlin. Von 1898 ist seine letzte Veröffentlichung bekannt.

## Schriften
- Henry George: Zur Erlösung aus socialer Noth. Offener Brief an Seine Heiligkeit Papst Leo XIII. Einzig autorisierte Übersetzung. Deutsch von  Bernhard Eulenstein.  Staude, Berlin, 1893.
- Henry George's "Single tax"; nur eine einzige Steuer! Eine Steuerstudie  (...) Elwin Staude, Berlin,  1894
- Henry George und die Bodenbesitzreform deutscher Richtung (...). Eine Abhandlung in zwei Repliken, W. Friedrich, Leipzig  [1894]
- Die soziale Frage – eine Grund- und Bodenfrage. Ernste Plaudereien über Henry George’s Sozialreform , Berlin 1895
- Die soziale Frage, dennoch eine Grund- und Bodenfrage; eine Replik, Berlin, 1896.
- Was bedeutet Henry Georges "einzige Steuer", in Deutsche Volksstimme vom 20. Oktober 1898, S. 605 Digitalisat